# Oussama Sellami
Oussama Sellami (sinh ngày 22 tháng 6 năm 1979 ở Tunis) là một cầu thủ bóng đá người Tunisia, tính đến năm 2013, thi đấu cho Stade Tunisien.
Anh ra mắt quốc tế cho Tunisia vào ngày 15 tháng 11 năm 2000 trước Thụy Sĩ.